# Mihály Korhut
Mihály Korhut (Debrecen, 1 de dezembro de 1988) é um futebolista profissional húngaro que atua como defensor, atualmente defende o Debreceni VSC.

## Carreira
Mihály Korhut fez parte do elenco da Seleção Húngara de Futebol da Eurocopa de 2016.